# أهل أدمر (لمريجة)
أهل أدمر هي إحدى مشيخات المملكة المغربية، تتبع جغرافيا لإقليم جرسيف وإداريًا للمريجة. يقدر عدد سكانها بـ 3129 نسمة حسب الإحصاء الرسمي للسكان والسكنى لسنة 2004.